# Nagykázmér
Nagykázmér (szlovákul: Veľký Kazimír) Kázmér településrésze, egykor önálló község Szlovákiában, a Kassai kerület Tőketerebesi járásában.

## Fekvése
Tőketerebestől 19 km-re, délnyugatra fekszik. Kázmér északi részét képezi.

## Története
Kázmért 1261-ben említik először. Kázmér vára valószínűleg a tatárjárás után, a 13. század közepén épült. 1274-ben említik először Füzér várának tartozékaként. 1364-ben az egri káptalan összeírásában említik. Nagykázmér külön 1454-ben szerepel először a forrásokban „Nagykazmer” alakban. A Török, majd a Berchtold család birtoka volt. 1715-ben 9 háztartása adózott. 1787-ben 77 házában 556 lakos élt. A 18. században a községben szeszfőzde működött.
A 18. század végén Vályi András így ír róla: „Nagy Kázmér, Magyar, és tót falu Zemplén Várm. földes Urai G. Török, és több Uraságok, lakosai elegyesek, fekszik Kis Kázmér, és Kolbásának szomszédságában, hegyes, és térséges határja 3 nyomásbéli, gabonát, és árpát terem, erdeje igen kevés, szőleje nints, tér nélkűl is szűkölködik, piatza Újhelyben és Kassán.”
Itt kötött házasságot 1804. november 11-én Kazinczy Ferenc gróf Török Zsófiával. 1828-ban 82 háza volt 612 lakossal, akik főként mezőgazdasággal, szőlőtermesztéssel foglalkoztak.
Fényes Elek 1851-ben kiadott geográfiai szótárában így ír a faluról: „Kázmér (Nagy), tót-magyar-orosz falu, Zemplén vármegyében, Abauj vmegye szélén, Ujhelyhez északra 3 órányira: 218 római, 150 g. kath., 107 evang., 83 ref., 45 zsidó lak. Van itt r. kath. plebánia s egy elpusztult szentegyház; evang. templom, derék kastély és szép kert; 796 h. szántóföld. F. u. gr. Török.”
Borovszky monográfiasorozatának Zemplén vármegyét tárgyaló része szerint: „Nagykázmér, kisközség 93 házzal és 522 lakossal, kiknek egy harmada magyar, a többi tót és róm. kath. vallású. Körjegyzőségi székhely. Saját postája van, távírója és vasúti állomása Legenyemihályi. A Kázméry család ősi fészke és névadó községe. E család és osztályos atyafiai voltak birtokosai még a XVI. században is. Az 1598-iki összeírás Kázméry Istvánt és Lajost, Balogh Istvánt, Vékey Istvánt és Pétert és Ladmóczy Györgyöt említi uraiként. 1745-ben Beőthy Imre és Mihály is részbirtokosa. 1774-ben pedig a Beőthy családon kívül Kazinczy Péter, Szemere László, Ecsedy János, Paizsos János, Pandák Mihály, Fűzy András és Keresztessy László a birtokosai. Újabban a gróf Török család volt a földesura s most gróf Berchtold Kázmérnak van itt nagyobb birtoka és kastélya, melyet még a gróf Török család építtetett. Hajdan vára is volt. Ősi templomának a község határában némi romjai láthatók. A község lakosai hitel- és fogyasztási szövetkezetet tartanak fenn. Az 1663-iki pestis nem kímélte meg ezt a községet sem. A faluban három templom van ú. m. róm. kath., ev. ref. és ág. h. evangelikus. A két utóbbinak az építési idejét nem ismerjük, az első 1769-ben épült.”
1910-ben 531-en, többségében szlovákok lakták, jelentős magyar kisebbséggel. 1920-ig Zemplén vármegye Sátoraljaújhelyi járásához tartozott. 1938 és 1944 között ismét Magyarország része volt.
1960-ban Kázmér néven Kiskázmérral egyesítették.

## Nevezetességei
- Egykori vára a 13. században épült, mára már csak egyetlen fala áll.
- Szent István király tiszteletére szentelt, római katolikus temploma 1768-ban épült.

## Lásd még
- Kiskázmér
- Kázmér

## Külső hivatkozások
- Községinfó
- Kázmér Szlovákia térképén
- Kázmér vára (szlovák nyelvű képes ismertető)